# 무산고원
무산고원(茂山高原)은 함경북도에 위치한 고원으로 백무고원을 이룬다. 함경북도 면적의 1/3을 차지한다.

## 지리
서두수, 함경산맥과 여러 가지 지맥으로 둘러싸여 있다. 면적 2,100km2, 평균해발고도 1,050m이다. 원래는 평지였지만 심하게 침식되어 산지로 변했다. 하지만 무산고원의 일부 산들에는 당시 평지였던 흔적들이 평탄면으로 남아 있다.
바다에서 떨어진 지역이기 때문에 이곳은 내륙의 영향을 강하게 받는다. 특히 골짜기는 낮은 곳과 높은 곳에 따라 기온차가 심하다. 겨울철은 몹시 춥다. 대부분의 지역이 삼림으로 덮여 있다.

## 산업
이곳은 농업이 이루어지며 쌀과 옥수수도 재배하는 곳이다. 그리고 여러 농장들도 건설되었고 원목생산도 이루어진다.